# Atletica leggera alla XXX Universiade - Decathlon
La specialità del decathlon all'Universiade di Napoli 2019 si è svolta tra il 9 ed il 10 luglio 2019.

## Podio
| Oro     | Aaron Booth Nuova Zelanda     |
| Argento | Alexander Diamond Australia   |
| Bronzo  | Sutthisak Singkhon Thailandia |

## Risultati

### 100 metri piani
Vento:

Batteria 1: +1,0 m/s, Batteria 2: -0,7 m/s.
| Pos. | Batteria | Nome                  | Nazione       | Tempo | Punti | Note |
| ---- | -------- | --------------------- | ------------- | ----- | ----- | ---- |
| 1    | 1        | Rafał Abramowski      | Polonia       | 10.90 | 883   |      |
| 2    | 2        | Gong Kewei            | Cina          | 10.98 | 865   |      |
| 3    | 2        | Aaron Booth           | Nuova Zelanda | 11.09 | 841   |      |
| 4    | 2        | Sutthisak Singkhon    | Thailandia    | 11.09 | 841   |      |
| 5    | 1        | Max Attwell           | Nuova Zelanda | 11.13 | 832   |      |
| 6    | 1        | Domantas Dobrega      | Lituania      | 11.17 | 823   |      |
| 7    | 2        | Alexander Diamond     | Australia     | 11.20 | 817   |      |
| 8    | 2        | Sergio Pandiani       | Argentina     | 11.20 | 817   |      |
| 9    | 1        | Vikas Kaushik         | India         | 11.32 | 791   |      |
| 10   | 2        | Luca Bernaschina      | Svizzera      | 11.39 | 776   |      |
| 11   | 2        | Harry Maslen          | Regno Unito   | 11.42 | 769   |      |
| 12   | 1        | Mihkel Holzmann       | Estonia       | 11.64 | 723   |      |
| 13   | 1        | Matías Iván Brandoni  | Argentina     | 11.75 | 701   |      |
| 14   | 1        | Pauls Bertrams Klucis | Lettonia      | 11.87 | 677   |      |

### Salto in lungo
| Pos. | Gruppo | Nome                  | Nazione       | #1   | #2   | #3   | Risultato | Punti | Note | Totale |
| ---- | ------ | --------------------- | ------------- | ---- | ---- | ---- | --------- | ----- | ---- | ------ |
| 1    | A      | Alexander Diamond     | Australia     | 7.03 | 7.52 | x    | 7.52      | 940   |      | 1757   |
| 2    | A      | Sutthisak Singkhon    | Thailandia    | x    | x    | 7.28 | 7.28      | 881   |      | 1722   |
| 3    | A      | Aaron Booth           | Nuova Zelanda | 7.19 | 7.12 | 7.02 | 7.19      | 859   |      | 1700   |
| 4    | A      | Gong Kewei            | Cina          | 7.15 | x    | x    | 7.15      | 850   |      | 1715   |
| 5    | A      | Luca Bernaschina      | Svizzera      | 6.91 | x    | 7.12 | 7.12      | 842   |      | 1618   |
| 6    | B      | Rafał Abramowski      | Polonia       | 7.07 | x    | x    | 7.07      | 830   |      | 1713   |
| 7    | B      | Domantas Dobrega      | Lituania      | x    | x    | 6.99 | 6.99      | 811   |      | 1634   |
| 8    | B      | Max Attwell           | Nuova Zelanda | 6.86 | 6.97 | 6.60 | 6.97      | 807   |      | 1639   |
| 9    | A      | Harry Maslen          | Regno Unito   | 6.67 | 6.86 | 6.55 | 6.86      | 781   |      | 1550   |
| 10   | A      | Sergio Pandiani       | Argentina     | x    | x    | 6.79 | 6.79      | 764   |      | 1581   |
| 11   | B      | Mihkel Holzmann       | Estonia       | 6.54 | 6.42 | 6.49 | 6.54      | 707   |      | 1430   |
| 12   | B      | Pauls Bertrams Klucis | Lettonia      | 6.33 | 6.06 | x    | 6.33      | 659   |      | 1336   |
| 13   | B      | Vikas Kaushik         | India         | x    | 6.11 | 5.95 | 6.11      | 610   |      | 1401   |
| 14   | B      | Matías Iván Brandoni  | Argentina     | 6.08 | 6.01 | 5.94 | 6.08      | 604   |      | 1305   |

### Getto del peso
| Pos. | Gruppo | Nome                  | Nazione       | #1    | #2    | #3    | Risultato | Punti | Note | Totale |
| ---- | ------ | --------------------- | ------------- | ----- | ----- | ----- | --------- | ----- | ---- | ------ |
| 1    | A      | Alexander Diamond     | Australia     | 13.35 | 13.89 | 14.91 | 14.91     | 784   |      | 2541   |
| 2    | A      | Sutthisak Singkhon    | Thailandia    | x     | 14.87 | x     | 14.87     | 782   |      | 2504   |
| 3    | A      | Sergio Pandiani       | Argentina     | 12.33 | 13.17 | 12.97 | 13.17     | 678   |      | 2259   |
| 4    | A      | Aaron Booth           | Nuova Zelanda | 12.94 | 12.96 | 12.35 | 12.96     | 665   |      | 2365   |
| 5    | A      | Luca Bernaschina      | Svizzera      | 10.69 | 12.55 | 12.40 | 12.55     | 640   |      | 2258   |
| 6    | B      | Rafał Abramowski      | Polonia       | 10.10 | 12.51 | x     | 12.51     | 637   |      | 2350   |
| 7    | B      | Max Attwell           | Nuova Zelanda | 11.49 | 10.89 | 12.16 | 12.16     | 616   |      | 2255   |
| 8    | B      | Vikas Kaushik         | India         | 10.86 | 11.60 | 11.41 | 11.60     | 582   |      | 1983   |
| 9    | B      | Domantas Dobrega      | Lituania      | 11.16 | x     | 10.69 | 11.16     | 556   |      | 2190   |
| 10   | A      | Harry Maslen          | Regno Unito   | 10.83 | 10.67 | 11.13 | 11.13     | 554   |      | 2104   |
| 11   | B      | Matías Iván Brandoni  | Argentina     | x     | 10.53 | 10.47 | 10.53     | 518   |      | 1823   |
| 12   | B      | Mihkel Holzmann       | Estonia       | x     | 10.19 | x     | 10.19     | 497   |      | 1927   |
| 13   | A      | Gong Kewei            | Cina          | 9.95  | x     | 10.03 | 10.03     | 487   |      | 2202   |
|      | B      | Pauls Bertrams Klucis | Lettonia      | x     | x     | x     | NM        | 0     |      | 1336   |

### Salto in alto
| Pos. | Gruppo | Nome                  | Nazione       | 1.61 | 1.64 | 1.67 | 1.70 | 1.73 | 1.76 | 1.79 | 1.82 | 1.85 | 1.88 | 1.91 | 1.94 | 1.97 | 2.00 | 2.03 | Risultato | Punti | Note | Totale |
| ---- | ------ | --------------------- | ------------- | ---- | ---- | ---- | ---- | ---- | ---- | ---- | ---- | ---- | ---- | ---- | ---- | ---- | ---- | ---- | --------- | ----- | ---- | ------ |
| 1    | B      | Max Attwell           | Nuova Zelanda | –    | –    | –    | –    | –    | –    | –    | –    | o    | –    | o    | xxo  | xo   | o    | xxx  | 2.00      | 803   |      | 3058   |
| 2    | A      | Aaron Booth           | Nuova Zelanda | –    | –    | –    | –    | –    | –    | –    | –    | o    | –    | o    | o    | o    | xo   | xxx  | 2.00      | 803   |      | 3168   |
| 3    | A      | Sutthisak Singkhon    | Thailandia    | –    | –    | –    | –    | –    | –    | o    | –    | o    | o    | o    | o    | xo   | xxo  | ?    | 2.00      | 803   |      | 3307   |
| 4    | A      | Gong Kewei            | Cina          | –    | –    | –    | –    | –    | –    | –    | o    | –    | xo   | xo   | xxo  | xxo  | xxo  | x    | 2.00      | 803   |      | 3005   |
| 5    | B      | Rafał Abramowski      | Polonia       | –    | –    | –    | o    | o    | xxo  | o    | o    | o    | xo   | xxo  | o    | x–   |      |      | 1.94      | 749   |      | 3099   |
| 6    | B      | Domantas Dobrega      | Lituania      | –    | –    | –    | –    | –    | –    | o    | o    | –    | xo   | xo   | xxx  |      |      |      | 1.91      | 723   |      | 2913   |
| 7    | A      | Sergio Pandiani       | Argentina     | –    | –    | –    | –    | –    | o    | –    | o    | –    | xo   | xxo  | xxx  |      |      |      | 1.91      | 723   |      | 2982   |
| 8    | A      | Alexander Diamond     | Australia     | –    | –    | –    | –    | –    | –    | –    | o    | o    | o    | xxx  |      |      |      |      | 1.88      | 696   |      | 3237   |
| 9    | B      | Mihkel Holzmann       | Estonia       | –    | –    | –    | xo   | o    | o    | o    | xxo  | xxo  | o    | xxx  |      |      |      |      | 1.88      | 696   |      | 3237   |
| 10   | B      | Pauls Bertrams Klucis | Lettonia      | –    | –    | –    | –    | –    | o    | o    | o    | o    | xxo  | xxx  |      |      |      |      | 1.88      | 696   |      | 2032   |
| 11   | A      | Harry Maslen          | Regno Unito   | –    | –    | –    | –    | –    | o    | –    | o    | xo   | xxx  |      |      |      |      |      | 1.85      | 670   |      | 2774   |
| 12   | A      | Luca Bernaschina      | Svizzera      | –    | –    | –    | –    | –    | –    | o    | –    | xxx  |      |      |      |      |      |      | 1.79      | 619   |      | 2877   |
| 13   | B      | Matías Iván Brandoni  | Argentina     | –    | –    | o    | o    | xo   | o    | o    | xxx  |      |      |      |      |      |      |      | 1.79      | 619   |      | 2442   |
| 14   | B      | Vikas Kaushik         | India         | o    | o    | o    | o    | o    | xxo  | xxo  | xxx  |      |      |      |      |      |      |      | 1.79      | 619   |      | 2602   |

### 400 metri piani
| Pos. | Batteria | Nome                  | Nazione       | Tempo | Punti | Note    | Totale |
| ---- | -------- | --------------------- | ------------- | ----- | ----- | ------- | ------ |
| 1    | 1        | Max Attwell           | Nuova Zelanda | 48.37 | 891   |         | 3949   |
| 2    | 2        | Gong Kewei            | Cina          | 49.16 | 854   |         | 3859   |
| 3    | 2        | Aaron Booth           | Nuova Zelanda | 49.77 | 825   |         | 3993   |
| 4    | 1        | Domantas Dobrega      | Lituania      | 49.81 | 823   |         | 3736   |
| 5    | 2        | Sergio Pandiani       | Argentina     | 50.04 | 813   |         | 3795   |
| 6    | 2        | Harry Maslen          | Regno Unito   | 50.06 | 812   |         | 3586   |
| 7    | 2        | Sutthisak Singkhon    | Thailandia    | 50.86 | 775   |         | 4082   |
| 8    | 1        | Mihkel Holzmann       | Estonia       | 51.62 | 741   |         | 3364   |
| 9    | 1        | Vikas Kaushik         | India         | 52.05 | 723   |         | 3325   |
| 9    | 2        | Alexander Diamond     | Australia     | 52.05 | 723   |         | 3960   |
| 11   | 1        | Matías Iván Brandoni  | Argentina     | 56.55 | 538   |         | 2980   |
| 12   | 1        | Pauls Bertrams Klucis | Lettonia      | 56.64 | 535   |         | 2567   |
|      | 1        | Rafał Abramowski      | Polonia       | DQ    | 0     | R163.3a | 3099   |
|      | 2        | Luca Bernaschina      | Svizzera      | DNS   | 0     |         | DNF    |

### 110 metri ostacoli
Vento:

Batteria 1: -0,2 m/s, Batteria 2: -1,8 m/s.
| Pos. | Batteria | Nome                  | Nazione       | Tempo | Punti | Note | Totale |
| ---- | -------- | --------------------- | ------------- | ----- | ----- | ---- | ------ |
| 1    | 2        | Gong Kewei            | Cina          | 14.70 | 886   |      | 4745   |
| 2    | 2        | Sergio Pandiani       | Argentina     | 15.00 | 850   |      | 4645   |
| 3    | 2        | Alexander Diamond     | Australia     | 15.07 | 841   |      | 4801   |
| 4    | 2        | Sutthisak Singkhon    | Thailandia    | 15.22 | 823   |      | 4905   |
| 5    | 2        | Aaron Booth           | Nuova Zelanda | 15.37 | 805   |      | 4798   |
| 6    | 2        | Harry Maslen          | Regno Unito   | 15.39 | 803   |      | 4389   |
| 7    | 1        | Matías Iván Brandoni  | Argentina     | 15.61 | 777   |      | 3757   |
| 8    | 1        | Mihkel Holzmann       | Estonia       | 16.05 | 727   |      | 4091   |
| 9    | 1        | Max Attwell           | Nuova Zelanda | 16.53 | 674   |      | 4623   |
| 10   | 1        | Domantas Dobrega      | Lituania      | 16.79 | 646   |      | 4382   |
| 11   | 1        | Vikas Kaushik         | India         | 17.21 | 603   |      | 3928   |
| 12   | 1        | Pauls Bertrams Klucis | Lettonia      | 17.57 | 566   |      | 3133   |
|      | 1        | Rafał Abramowski      | Polonia       | DNS   | 0     |      | DNF    |

### Lancio del disco
| Pos. | Nome                  | Nazione       | #1    | #2    | #3    | Risultato | Punti | Note | Totale |
| ---- | --------------------- | ------------- | ----- | ----- | ----- | --------- | ----- | ---- | ------ |
| 1    | Alexander Diamond     | Australia     | 45.92 | 46.52 | x     | 46.52     | 798   |      | 5599   |
| 2    | Sutthisak Singkhon    | Thailandia    | 39.93 | 39.53 | 42.01 | 42.01     | 706   |      | 5611   |
| 3    | Aaron Booth           | Nuova Zelanda | 39.49 | 39.12 | 41.65 | 41.65     | 698   |      | 5496   |
| 4    | Sergio Pandiani       | Argentina     | 34.76 | 38.66 | 36.44 | 38.66     | 637   |      | 5282   |
| 5    | Max Attwell           | Nuova Zelanda | 37.87 | x     | x     | 37.87     | 621   |      | 5244   |
| 6    | Harry Maslen          | Regno Unito   | 35.61 | 34.90 | 37.18 | 37.18     | 607   |      | 4996   |
| 7    | Vikas Kaushik         | India         | 31.17 | 32.59 | 36.21 | 36.21     | 588   |      | 4516   |
| 8    | Gong Kewei            | Cina          | x     | x     | 34.70 | 34.70     | 558   |      | 5303   |
| 9    | Mihkel Holzmann       | Estonia       | 33.69 | x     | 30.38 | 33.69     | 538   |      | 4629   |
| 10   | Domantas Dobrega      | Lituania      | 31.37 | 32.92 | 32.10 | 32.92     | 522   |      | 4904   |
| 11   | Matías Iván Brandoni  | Argentina     | 27.90 | 31.02 | x     | 31.02     | 485   |      | 4242   |
| 12   | Pauls Bertrams Klucis | Lettonia      | 27.19 | x     | 30.39 | 30.39     | 472   |      | 3605   |

### Salto con l'asta
| Pos. | Gruppo | Nome                  | Nazione       | 2.70 | 2.90 | 3.00 | 3.10 | 3.20 | 3.50 | 3.60 | 3.70 | 3.80 | 3.90 | 4.00 | 4.10 | 4.20 | 4.30 | 4.40 | 4.50 | 4.60 | 4.70 | 4.80 | 4.90 | Risultato | Punti | Note | Totale |
| ---- | ------ | --------------------- | ------------- | ---- | ---- | ---- | ---- | ---- | ---- | ---- | ---- | ---- | ---- | ---- | ---- | ---- | ---- | ---- | ---- | ---- | ---- | ---- | ---- | --------- | ----- | ---- | ------ |
| 1    | A      | Alexander Diamond     | Australia     | –    | –    | –    | –    | –    | –    | –    | –    | –    | –    | –    | –    | o    | –    | o    | xo   | xxo  | xxo  | o    | xxx  | 4.80      | 849   |      | 6448   |
| 2    | A      | Aaron Booth           | Nuova Zelanda | –    | –    | –    | –    | –    | –    | –    | –    | –    | –    | –    | –    | –    | –    | o    | o    | o    | o    | xxo  | xxx  | 4.80      | 849   |      | 6345   |
| 3    | A      | Max Attwell           | Nuova Zelanda | –    | –    | –    | –    | –    | –    | –    | –    | –    | –    | –    | –    | o    | –    | o    | o    | o    | xxo  | xxx  |      | 4.70      | 819   |      | 6063   |
| 4    | B      | Vikas Kaushik         | India         | –    | –    | –    | –    | –    | –    | xo   | –    | xo   | o    | xxo  | xo   | o    | xo   | xxx  |      |      |      |      |      | 4.30      | 819   |      | 6063   |
| 5    | A      | Gong Kewei            | Cina          | –    | –    | –    | –    | –    | –    | –    | –    | o    | –    | o    | –    | o    | –    | xxx  |      |      |      |      |      | 4.20      | 673   |      | 5976   |
| 6    | B      | Sutthisak Singkhon    | Thailandia    | –    | –    | –    | –    | –    | –    | –    | –    | o    | –    | o    | o    | xxx  |      |      |      |      |      |      |      | 4.10      | 645   |      | 6256   |
| 7    | B      | Domantas Dobrega      | Lituania      | –    | –    | –    | –    | –    | –    | o    | –    | xo   | o    | o    | xo   | xxx  |      |      |      |      |      |      |      | 4.10      | 645   |      | 5549   |
| 8    | B      | Mihkel Holzmann       | Estonia       | –    | –    | –    | –    | –    | o    | –    | xo   | –    | xo   | o    | xo   | xxx  |      |      |      |      |      |      |      | 4.10      | 645   |      | 5274   |
| 9    | B      | Sergio Pandiani       | Argentina     | –    | –    | –    | –    | –    | o    | –    | o    | o    | –    | xo   | xxo  | xxx  |      |      |      |      |      |      |      | 4.10      | 645   |      | 5927   |
| 10   | B      | Matías Iván Brandoni  | Argentina     | o    | xo   | xo   | xo   | xxx  |      |      |      |      |      |      |      |      |      |      |      |      |      |      |      | 3.10      | 381   |      | 4623   |
|      | A      | Harry Maslen          | Regno Unito   | –    | –    | –    | –    | –    | –    | –    | –    | –    | –    | –    | –    | xxx  |      |      |      |      |      |      |      | NM        | 0     |      | 4996   |
|      | B      | Pauls Bertrams Klucis | Lettonia      | –    | –    | –    | –    | –    | –    | –    | –    | xxx  |      |      |      |      |      |      |      |      |      |      |      | NM        | 0     |      | 3605   |

### Lancio del giavellotto
| Pos. | Nome                  | Nazione       | #1    | #2    | #3    | Risultato | Punti | Note | Totale |
| ---- | --------------------- | ------------- | ----- | ----- | ----- | --------- | ----- | ---- | ------ |
| 1    | Aaron Booth           | Nuova Zelanda | 54.45 | 59.44 | 60.51 | 60.51     | 746   |      | 7091   |
| 2    | Sutthisak Singkhon    | Thailandia    | 54.09 | x     | 55.68 | 55.68     | 673   |      | 6929   |
| 3    | Sergio Pandiani       | Argentina     | 53.75 | 55.26 | 53.12 | 55.26     | 667   |      | 6594   |
| 4    | Harry Maslen          | Regno Unito   | 49.40 | 51.68 | 55.17 | 55.17     | 665   |      | 6143   |
| 5    | Domantas Dobrega      | Lituania      | 50.05 | 52.31 | 51.45 | 52.31     | 623   |      | 6172   |
| 6    | Max Attwell           | Nuova Zelanda | 46.31 | x     | 50.84 | 50.84     | 601   |      | 6664   |
| 7    | Gong Kewei            | Cina          | 43.64 | 39.28 | 50.44 | 50.44     | 595   |      | 6571   |
| 8    | Mihkel Holzmann       | Estonia       | 44.67 | 47.64 | 50.38 | 50.38     | 594   |      | 5868   |
| 9    | Alexander Diamond     | Australia     | 40.56 | 48.04 | 46.23 | 48.04     | 560   |      | 7008   |
| 10   | Vikas Kaushik         | India         | 45.55 | x     | 34.44 | 45.55     | 523   |      | 5741   |
| 11   | Matías Iván Brandoni  | Argentina     | 40.50 | 37.37 | 33.70 | 40.50     | 449   |      | 5072   |
| 12   | Pauls Bertrams Klucis | Lettonia      | x     | 28.29 | x     | 28.29     | 275   |      | 3880   |

### 1500 metri piani
| Pos. | Nome                  | Nazione       | Tempo   | Punti | Note |
| ---- | --------------------- | ------------- | ------- | ----- | ---- |
| 1    | Max Attwell           | Nuova Zelanda | 4:28.34 | 756   |      |
| 2    | Gong Kewei            | Cina          | 4:30.74 | 740   |      |
| 3    | Aaron Booth           | Nuova Zelanda | 4:31.38 | 736   |      |
| 4    | Mihkel Holzmann       | Estonia       | 4:42.94 | 662   |      |
| 5    | Harry Maslen          | Regno Unito   | 4:45.45 | 646   |      |
| 6    | Domantas Dobrega      | Lituania      | 4:45.91 | 644   |      |
| 7    | Vikas Kaushik         | India         | 4:46.92 | 637   |      |
| 8    | Sergio Pandiani       | Argentina     | 4:51.49 | 610   |      |
| 9    | Alexander Diamond     | Australia     | 4:55.59 | 585   |      |
| 10   | Sutthisak Singkhon    | Thailandia    | 4:56.16 | 582   |      |
|      | Matías Iván Brandoni  | Argentina     | DNF     | 0     |      |
|      | Pauls Bertrams Klucis | Lettonia      | DNS     | 0     |      |

### Classifica finale
Il miglior risultato è evidenziato
| Pos. | Atleta                | Nazione       | 100m  | LJ   | SP    | HJ   | 400m  | 110m H | DT    | PV   | JT    | 1500m   | Punti | Note |
| ---- | --------------------- | ------------- | ----- | ---- | ----- | ---- | ----- | ------ | ----- | ---- | ----- | ------- | ----- | ---- |
|      | Aaron Booth           | Nuova Zelanda | 11.09 | 7.19 | 12.96 | 2.00 | 49.77 | 15.37  | 41.65 | 4.80 | 60.51 | 4:31.38 | 7827  |      |
|      | Alexander Diamond     | Australia     | 11.20 | 7.52 | 14.91 | 1.88 | 52.05 | 15.07  | 46.52 | 4.80 | 48.04 | 4:55.59 | 7593  |      |
|      | Sutthisak Singkhon    | Thailandia    | 11.09 | 7.28 | 14.87 | 2.00 | 50.86 | 15.22  | 42.01 | 4.10 | 55.68 | 4:56.16 | 7511  |      |
| 4    | Max Attwell           | Nuova Zelanda | 11.13 | 6.97 | 12.16 | 2.00 | 48.37 | 16.53  | 37.87 | 4.70 | 50.84 | 4:28.34 | 7420  |      |
| 5    | Gong Kewei            | Cina          | 10.98 | 7.15 | 10.03 | 2.00 | 49.16 | 14.70  | 34.70 | 4.20 | 50.44 | 4:30.74 | 7311  |      |
| 6    | Sergio Pandiani       | Argentina     | 11.20 | 6.79 | 13.17 | 1.91 | 50.04 | 15.00  | 38.66 | 4.10 | 55.26 | 4:51.49 | 7204  |      |
| 7    | Domantas Dobrega      | Lituania      | 11.17 | 6.99 | 11.16 | 1.91 | 49.81 | 16.79  | 32.92 | 4.10 | 52.31 | 4:45.91 | 6816  |      |
| 8    | Mihkel Holzmann       | Estonia       | 11.64 | 6.54 | 10.19 | 1.88 | 51.62 | 16.05  | 33.69 | 4.10 | 50.38 | 4:42.94 | 6530  |      |
| 9    | Vikas Kaushik         | India         | 11.32 | 6.11 | 11.60 | 1.79 | 52.05 | 17.21  | 36.21 | 4.30 | 45.55 | 4:46.92 | 6378  |      |
| 10   | Harry Maslen          | Regno Unito   | 11.42 | 6.86 | 11.13 | 1.85 | 50.06 | 15.39  | 37.18 | NM   | 55.17 | 4:45.45 | 6307  |      |
| 11   | Matías Iván Brandoni  | Argentina     | 11.75 | 6.08 | 10.53 | 1.79 | 56.55 | 15.61  | 31.02 | 3.10 | 40.50 | DNF     | 5072  |      |
|      | Pauls Bertrams Klucis | Lettonia      | 11.87 | 6.33 | NM    | 1.88 | 56.64 | 17.57  | 30.39 | NM   | 28.29 | DNS     | DNF   |      |
|      | Rafał Abramowski      | Polonia       | 10.90 | 7.07 | 12.51 | 1.94 | DQ    | DNS    | –     | –    | –     | DNS     | DNF   |      |
|      | Luca Bernaschina      | Svizzera      | 11.39 | 7.12 | 12.55 | 1.79 | DNS   | –      | –     | –    | –     | DNS     | DNF   |      |